# Учаев, Леонид Иванович
Леони́д Ива́нович Уча́ев (08.04.1915 — 11.01.1966) — советский военнослужащий, участник Великой Отечественной войны, полный кавалер ордена Славы, помощник командира взвода 645-го стрелкового полка, старший сержант — на момент последнего представления к награждению орденом Славы.

## Биография
Родился 8 апреля 1915 в городе Иркутск в семье рабочего. Русский. Образование среднее. Жил в селе Содокомбинат Михайловского района Алтайского края.
В апреле 1942 года был призван в Красную Армию Ключевским райвоенкоматом Алтайского края. С июня того же года воевал на Северо-Западном фронте. Весь боевой путь прошел в составе 202-й стрелковой дивизии. Первое время был писарем в 82-й отдельной роте химзащиты. Несмотря на не боевую должность, участвовал в боях на передовой. 8 января 1943 года в наступательном бою лично истребил двух противников, принял командование взводом. Был ранен, но остался в строю до конца боя, награждён медалью «За отвагу».
Летом 1943 года в составе той же части сражался на Центральном фронте, был уже командиром отделения химической разведки. Отличился в боях за освобождение Орловской области и форсировании реки Крома в августе 1943 года. Старший сержант Учаев с группой бойцов выбил противников с господствующей высоты и на плечах отступающего противника занял несколько деревень. Затем с 4 бойцами удерживал подступы к деревне, отражая контратаки противника. Лично уничтожил 9 противников и 3 взял в плен. Был представлен к награждению орденом Красного Знамени, но командующий 13-й армией изменил статус награды на орден Отечественной войны 2-й степени. В 1943 году вступил в ВКП/КПСС.
К весне 1944 года старший сержант Учаев был уже помощником командира взвода пешей разведки 654-го стрелкового полка той же дивизии. Отличился в боях на территории Молдавии и Румынии.
В марте 1944 года старший сержант Учаев с группой бойцов удачно действовал близ города Бельцы. 17 марта, находясь в тылу противника, разведчики разгромили вражеский обоз, уничтожив 16 противников и захватив 2 пленных. 23 марта с группой разведчиков обнаружил дот, в котором находилось 10 противников. Ворвавшись в дот, лично уничтожил 3 солдат и захватил пленного.
Приказом по частям 202-й стрелковой дивизии от 1 апреля 1944 года старший сержант Учаев Леонид Иванович награждён орденом Славы 3-й степени.
7 июня 1944 года во время наступления северо-западнее населенного пункта Захорна старший сержант Учаев с группой разведчиков ворвался в боевые порядки противника и захватил 3 противотанковые пушки с прислугой. Развернув трофейное орудие, открыл беглый огонь, уничтожив 15 румынских солдат. Когда на поле боя появились 2 вражеских танка, перенес огонь на них и поджег один танк.
Приказом по войскам 27-й армии от 12 июля 1944 года старший сержант Учаев Леонид Иванович награждён орденом Славы 2-й степени.
20 августа 1944 года при прорыве укрепленной обороны противника в районе населенного пункта Берлешти старший сержант Учаев заменил выбывшего из строя командира взвода. Командуя подразделением, первым ворвался во вражеские траншеи, в рукопашно схватке лично уничтожил 13 вражеских солдат и 25 взял в плен.
Указом Президиума Верховного Совета СССР от 31 мая 1945 года за образцовое выполнение боевых заданий командования на фронте борьбы с немецкими захватчиками и проявленные при этом доблесть и мужество старший сержант Учаев Леонид Иванович награждён орденом Славы 1-й степени. Стал полным кавалером ордена Славы.
В 1945 году старшина Учаев был демобилизован. Вернулся в Алтайский край, работал на Содокомбинате. В 1948 году переехал в город Грозный. Скончался 11 января 1966 года.
Награждён орденами Отечественной войны 2-й степени, Славы 3-х степеней, медалями, в том числе «За отвагу».